# SV Sonsbeck
Der SV Sonsbeck ist ein Sportverein aus Sonsbeck im Kreis Wesel. Die erste Fußballmannschaft der Männer spielte von 2012 bis 2015 sowie ab 2022 in der fünftklassigen Oberliga Niederrhein.

## Geschichte
Der Verein wurde am 3. Juni 1919 gegründet. Dieser schloss sich wenige Jahre später dem Verein DJK Teutonia Sonsbeck an. Nach der Auflösung des DJK Teutonia wurde der SV Sonsbeck neu gegründet. 

## Fußball
Über Jahrzehnte spielte der SV Sonsbeck lediglich auf Kreisebene und schaffte im Jahre 1980 erstmals den Aufstieg in die Bezirksliga. Während der Saison 1987/88 traf die Mannschaft in der zweiten Runde des Niederrheinpokals auf den MSV Duisburg und verlor mit 0:5. Zehn Jahre später gelang der erstmalige Aufstieg in die Landesliga, ehe im Jahre 2004 die Verbandsliga Niederrhein erreicht wurde.
Mit einem Punkt Rückstand auf den Cronenberger SC folgte der direkte Wiederabstieg. Es dauerte bis zum Jahre 2010, ehe die Sonsbecker den Wiederaufstieg in die mittlerweile Niederrheinliga genannte Spielklasse gelang. Zwei Jahre später gelang die Qualifikation für die Oberliga Niederrhein, aus der die Sonsbecker 2015 absteigen mussten. Der Wiederaufstieg in die Oberliga gelang 2022.

## Leichtathletik
Der SV Sonsbeck verfügt auch über eine erfolgreiche Leichtathletik-Sparte, bei der insbesondere die Läuferinnen Erfolge errangen. Bei den Deutschen Leichtathletik-Meisterschaften gewann Elisabeth Franzis im 3000-Meter-Lauf 1982 die Bronze- und 1983 die Silbermedaille. Im Crosslauf gewann sie 1985 (2,8 km) die Bronzemedaille und 1986 wurde sie in dieser Disziplin Deutsche Meisterin (2,3 km). Im Jahr 2012 erreichte das Team Melanie Buil, Judith Joosten und Stefanie Katschak bei den Deutschen Leichtathletik-Meisterschaften Platz 6 über die 6,2-km-Strecke im Crosslauf der Frauen.

## Persönlichkeiten
- Florian Abel
- Elisabeth Franzis
- Thomas Geist
- Paul Hahn
- Hartmut Heidemann
- Horst Riege
- Jesse Weißenfels